# پری دریایی (فیلم ۱۹۰۴)
پری دریایی (فرانسوی: La Sirène‎) یک فیلم صامت کوتاه فرانسوی است که توسط ژرژ ملی‌یس در سال ۱۹۰۴ ساخته شد. این فیلم توسط کمپانی فیلم ملی‌یس، استار فیلم منتشر شد و در کاتالوگ فیلم‌های ژرژ ملی‌یس ۵۹۳–۵۹۵ شماره گذاری شده‌است. خود ملی‌یس نیز در این فیلم، در نقش یک نجیب‌زاده، بازی کرده‌است.
جلوه‌های ویژه فیلم، ماشین‌های صحنه، پیروتکنیک، جایگزینی اسپلایس‌ها، نورهای چندگانه، دیزالو و چیزی که امروزه از آن به‌عنوان تراولینگ شات یاد می‌شود (اگرچه در واقع این حرکت به سمت دوربین است، نه برعکس) را شامل می‌شود. ویلیام بی. پاریل، منتقد فیلم، بر این باور است که فیلم پری دریایی (۱۹۱۰) (به انگلیسی: The Water Nymph) ساخته واسیلی گونچاروف با تاثیرپذیری از جلوه‌های بصری این فیلم ساخته شده‌است.